# Reprezentacja Łotwy na Mistrzostwach Europy w Wioślarstwie 2007
Reprezentacja Łotwy na Mistrzostwach Europy w Wioślarstwie 2007 liczyła 3 sportowców. Najlepszym wynikami było 10. miejsce w jedynce kobiet i dwójce podwójnej mężczyzn.

## Medale

### Złote medale
Brak

### Srebrne medale
Brak

### Brązowe medale
Brak

## Wyniki

### Konkurencje mężczyzn
- dwójka podwójna (M2x): Kristaps Bokums, Jānis Timofejevs – 10. miejsce

### Konkurencje kobiet
- jedynka (W1x): Kristīne Gosa – 10. miejsce